# Выборы в Европейский парламент в Люксембурге (2009)
Выборы в Европейский парламент в Люксембурге проходили 7 июня 2009 года одновременно с парламентскими выборами. Люксембург был представлен 6 депутатами. 
В европейских выборах участвовало 8 партий, включая новую партию Гражданский список. Распределение мест в Европейском парламенте осталось прежним.

## Результаты
| Национальная партия                     | Национальная партия                                       | Европейская партия                      | Главный кандидат                    | Голоса    | %      | +/–   | Места | +/– |
| --------------------------------------- | --------------------------------------------------------- | --------------------------------------- | ----------------------------------- | --------- | ------ | ----- | ----- | --- |
|                                         | Христианско-социальная народная партия (CSV)              | Европейская народная партия             | Вивиан Рединг                       | 353 094   | 31,36  | 5,8 ▼ | 3     | 0   |
|                                         | Люксембургская социалистическая рабочая партия (LSAP)     | Партия европейских социалистов          | Робер Гоэббель                      | 219 349   | 19,48  | 2,5 ▼ | 1     | 0   |
|                                         | Демократическая партия (DP)                               | Альянс либералов и демократов за Европу | Шарль Гоэран                        | 210 107   | 18,66  | 3,7 ▲ | 1     | 0   |
|                                         | Зелёные (DG)                                              | Европейская партия зелёных              | Клод Тарм                           | 189 523   | 16,83  | 1,8 ▲ | 1     | 0   |
|                                         | Альтернативная демократическая реформистская партия (ADR) | Альянс Европы наций                     | Жан Коломбера                       | 83 168    | 7,39   | 0,6 ▼ | 0     | 0   |
|                                         | Левые (DL)                                                | Европейские левые                       | Андре Оффманн                       | 37 929    | 3,37   | 1,7 ▼ | 0     | 0   |
|                                         | Коммунистическая партия (KPL)                             | —                                       | Али Рюккер                          | 17 304    | 1,54   | 0,3 ▲ | 0     | 0   |
|                                         | Гражданский список (BL)                                   | —                                       | Али Жерлен                          | 15 558    | 1,38   | новая | 0     | 0   |
| Действительных голосов                  | Действительных голосов                                    | Действительных голосов                  | Действительных голосов              | 1 126 032 | —      |       |       |     |
| Действительных бюллетеней               | Действительных бюллетеней                                 | Действительных бюллетеней               | Действительных бюллетеней           | 198 364   | 90,82  |       |       |     |
| Недействительных/пустых бюллетеней      | Недействительных/пустых бюллетеней                        | Недействительных/пустых бюллетеней      | Недействительных/пустых бюллетеней  | 20 059    | 9,18   |       |       |     |
| Всего                                   | Всего                                                     | Всего                                   | Всего                               | 218 423   | 100,00 | —     | 6     | 0   |
| Зарегистрированных избирателей/Явка     | Зарегистрированных избирателей/Явка                       | Зарегистрированных избирателей/Явка     | Зарегистрированных избирателей/Явка | 240 669   | 90,76  |       |       |     |
| Источник: Centre Informatique de l'État |                                                           |                                         |                                     |           |        |       |       |     |